# Walerij Beim
Walerij Beim, ros. Валерий Бейм (ur. 17 marca 1950) – austriacki szachista i autor książek szachowych pochodzenia ukraińskiego, w latach 1990–2000 reprezentant Izraela, arcymistrz od 1994 roku.

## Kariera szachowa
W roku 1990 wystąpił w drużynie Izraela na szachowej olimpiadzie w Nowym Sadzie. W 1991 zwyciężył w Riszon Le Syjonie, natomiast w 1993 w mieście tym podzielił II miejsce (wraz z m.in. Nigelem Daviesem), wynik ten osiągając również w Herzliji (wraz z Yehudą Gruenfeldem). W 1994 podzielił I-III miejsce w cyklicznym turnieju First Saturday (FS04 GM) w Budapeszcie, rok później w tym samym turnieju (FS05 GM) dzieląc miejsce I-II. W 1997 odniósł duży sukces, zwyciężając (wraz z Zoltánem Almási, a przed m.in. Étienne Bacrotem, Igorem Glekiem i Wiktorem Korcznojem) w silnie obsadzonym kołowym turnieju w Linzu. W 1998 zajął III miejsce (za Janem Timmanem i Aleksandrem Bielawskim) w turnieju szachów szybkich Chess Classics we Frankfurcie (wyprzedzając Andrasa Adorjana, Roberta Hübnera, Wiktora Korcznoja, Artura Jusupowa i Lajosa Portischa) oraz podzielił I miejsce (wraz z Danem Zolerem) w otwartym turnieju w Schwarzach. W 2001 podzielił I miejsce w Aschachu (wraz z m.in. Henrikiem Teske i Rajem Tischbierkiem, zaś rok później podzielił II miejsce w Oberwart. W kolejnych latach występował jedynie w rozgrywkach drużynowych w Austrii i Niemczech, skupiając się na pracy publicystycznej.
Najwyższy ranking w karierze osiągnął 1 stycznia 1996, z wynikiem 2570 punktów zajmował wówczas 8-9. miejsce wśród izraelskich szachistów.
Od 2001 na arenie międzynarodowej reprezentuje barwy Austrii.

## Wybrane publikacje
- Understanding the Leningrad Dutch, Gambit Publications, ISBN 978-1-901983-72-2
- Chess Recipes from the Grandmaster's Kitchen, Gambit Publications, ISBN 978-1-901983-55-5
- How to Calculate Chess Tactics, Gambit Publications, ISBN 978-1-904600-50-3
- How to Play Dynamic Chess, Gambit Publications, ISBN 978-1-904600-15-2
- Lessons in Chess Strategy, Gambit Publications, ISBN 978-1-901983-93-7